# Mysidia infedelis
Mysidia infedelis är en insektsart som beskrevs av Broomfield 1985. Mysidia infedelis ingår i släktet Mysidia och familjen Derbidae. Inga underarter finns listade i Catalogue of Life.